# Stokt
Stokt is een Nederlands gehucht dat hoort bij het Noord-Limburgse plaatsje Broekhuizen. Het gehucht ligt aan de doorgaande weg van Broekhuizen naar Horst in Broeklanden. Het maakt sinds 2001 deel uit van de gemeente Horst aan de Maas.

## Boerderij de Vonkel (Voewinckel)
In dit gebied staat de boerderij De Vonkel (vroeger genaamd de Voewinckel) die door het echtpaar Peter van Broeckhuysen en Wendel Wijnen alsmede de gezusters Wijnen in 1589 werd gekocht van de erven Van den Voewinckel en werd geschonken aan het weeshuis van Venlo in 1599. Sindsdien is het eeuwenlang een gemeentelijke boerderij geweest met een pachter erop. 

## Tijdens de oorlog
In november 1944 werd een twaalftal boerderijen door de Duitse bezetter in brand gestoken en het vee afgevoerd naar Duitsland.

## Sint Jozefkapel

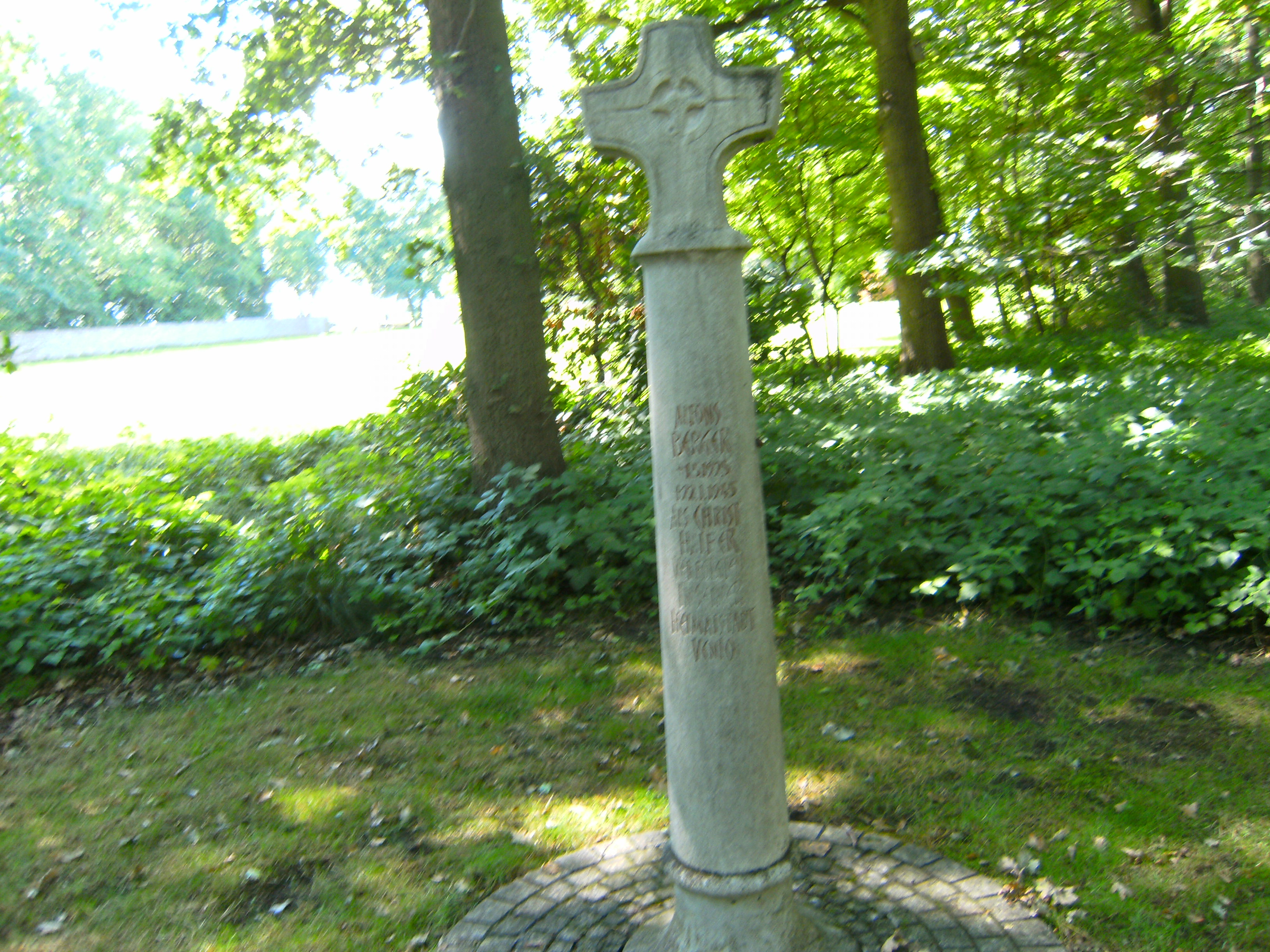
Monument in het kamp van Neuengamme in Hamburg: pilaar aan het herdenken aan Alfons Berger (1915-1945), Stokt, Nederland

In 1939 werd er in het gehucht een kapel gebouwd vernoemd naar Sint Jozef, de Sint-Jozefkapel. De kapel werd gesticht door familie Berger. 
In 1986 werd er een plaquette aangebracht ter nagedachtenis aan Alfons Berger die in 1945 in het concentratiekamp Neuengamme werd omgebracht.
Op 12 december 1997 werd nogmaals een plaquette aangebracht. Dit keer ter herinnering aan de drie in de Tweede Wereldoorlog en in Indië omgekomen Stokter jongeren.
Dorpen: America · Broekhuizen · Broekhuizenvorst · Evertsoord · Griendtsveen · Grubbenvorst · Hegelsom · Horst · Kronenberg · Lottum · Meerlo · Melderslo · Meterik · Sevenum · Swolgen · Tienray

Buurtschappen: Broek (Horst) · Broek (Sevenum) · Broekeind · Californië · Eikelenbosch · Elshout · Genenberg · Gun · Hazenhorst · De Hees · De Heide · Hei-Oostenrijk · Homberg · Houthuizen · Keuter · Legert · Lovendaal · Megelsum · Most · Ooijen · Osterbos · Raaiend · Schadijk · Steeg · De Steegh · Stokt · Tongerlo · Ulfterhoek · Veld-Oostenrijk · Vinkepas · De Vorst · Wielder · Zeelberg · Zwaanenheike · Zwarte Plak

Limburg: Steden en dorpen      Nederland: Provincies · Gemeenten